# Pieve di San Cassiano di Controni
La chiesa di San Cassiano di Controne (o di Controni) è un edificio sacro situato a San Cassiano, nel comune di Bagni di Lucca, nella provincia di Lucca, in Toscana.

## Descrizione
È la prima chiesa storicamente documentata della Val di Lima. Un documento del 722 ne attesta l'esistenza. Il documento, redatto sotto il regno di Desiderio, ultimo re longobardo, è una charta promissionis con cui Ursiperto chierico, essendo nominato rettore della Chiesa di San Cassiano, promette tra l'altro obbedienza al re.
Circa l'epoca della sua costruzione, un bacino ceramico proveniente dal mondo islamico, inserito a fini ornamentali nel paramento al culmine della facciata, è stato datato alla fine dell'XI secolo ed all'inizio del XII.

### Esterno
L'attuale Chiesa è sicuramente un ampliamento di una Chiesa precedente. È a schema basilicale a tre navate divise da colonne e pilastri e copertura a capriate lignee; l'abside a forma di scarsella rettangolare è un rifacimento di quella originale, semicircolare, avvenuto nel XVIII secolo. La facciata è di discussa cronologia, oscillando fra il IX e il XII secolo. Di particolare importanza è il rilievo della lunetta sopra il portale, in cui sono rappresentate tre figure umane in posizione di prospetto: la centrale, più grande delle altre, ha le braccia alzate in segno di preghiera, le altre, a fianco, hanno le braccia sollevate e ciascuna appoggia una mano sul braccio della prima. Secondo una interpretazione questi bassorilievi raffigurano Mosè che prega durante la battaglia contro gli Amaleciti

### Interno

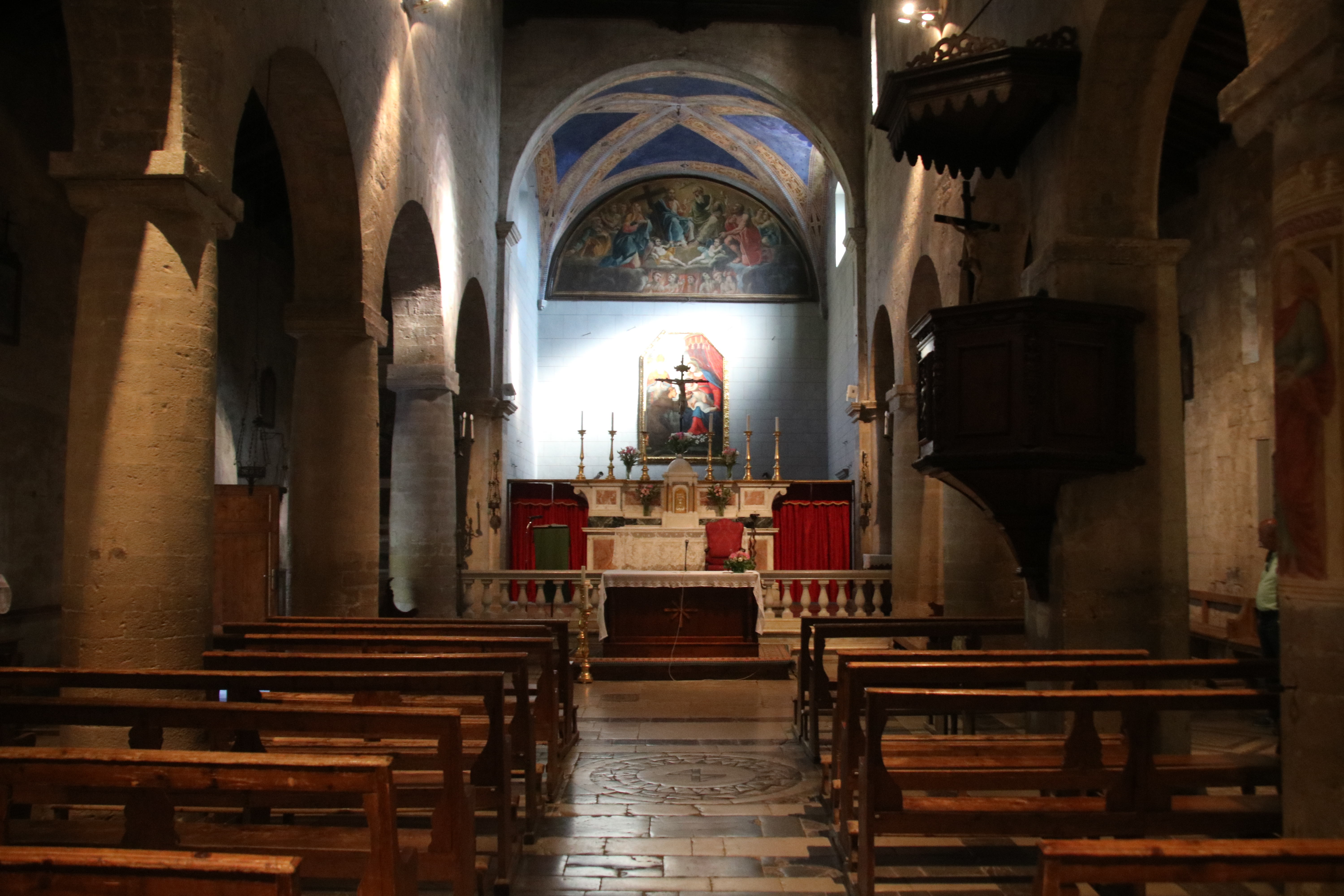
Interno

La chiesa conserva l'originario pavimento a tarsia marmorea, realizzato a liste di marmo bianco e grigio scuro, ornato nella parte centrale da motivi geometrici e da inserimenti di lastre scolpite a bassorilievo. Di interesse è il capitello della prima colonna destra, cubico, massiccio, un nodo strutturale che segna il passaggio dalla colonna all'arcata ( Le facce sono ricoperte da raffigurazioni umane). A destra della porta di ingresso c'è il fonte battesimale scolpito in pietra serena del XVII secolo su cui è collocata un'aquila reggileggio della fine del XII secolo. Nella navata destra si trova un tabernacolo in marmo bianco, opera dai più assegnata a Matteo Civitali o alla sua scuola.
La chiesa raccoglie al suo interno un importante patrimonio di sculture lignee: un Sant'Antonio abate della fine del Trecento, una statua di Sant'Ansano, di alta qualità nella resa del panneggio della tunica ma un po' stereotipata nella testa, attribuita a Francesco di Valdambrino o, forse meglio, ad Antonio Pardini, un Crocifisso più propriamente attribuito a Francesco di Valdambrino seppur con un certo intervento della bottega. 
Vi sono cinque altari:
- il maggiore, costruito in marmo di Carrara e collocato in situ nel 1842;
- l'altare a destra di quello maggiore, dedicato al SS. Crocifisso, del 1874;
- l'altare della navata destra, dedicato alla Madonna del Rosario, dell'inizio del secolo XVII;
- l'altare a sinistra, intitolato al SS. Nome di Gesù;
- l'altare della navata sinistra, dedicato a Sant'Ansano

Annesso alla chiesa è un piccolo museo di arte sacra, inaugurato nel 2012, dove sono conservate poche, ma importanti opere: le due statue lignee dell’Angelo Annunciante e della Madonna Annunciata sono databili alla fine del Trecento e mostrano un'alta qualità che li pongono tra le opere più importanti di quel periodo in Lucchesia: variamente attribuite e datate, esse mostrano un naturalismo gotico memore dei modelli d'oltralpe, come nel sorriso dell'angelo, e un riferimento più puntuale all'opera del bolognese Tommasino da Baìso, in contatto con Jacopo della Quercia e con l’ambiente lucchese del primo Quattrocento. 
Un bacino ceramico dalla facciata della chiesa, raffigurante un falconiere a cavallo, è di provenienza islamica ed è invece databile al X-XI secolo. 
L'opera più importante, il gruppo ligneo in parte mutilo del cosiddetto cavaliere, è oggi concordemente attribuito a Jacopo della Quercia e datato ai primissimi anni del XV secolo. Il gruppo, ritrovato nella legnaia della chiesa nel 1909 e proveniente forse dalla Cattedrale di Lucca, dedicata a San Martino, si è mostrato dopo il restauro quale assoluto vertrice della scultura lignea lucchese del primo Quattrocento. Nonostante lo stato di conservazione non buono, a cui si aggiunge la perdita di alcune parti come tre delle quattro zampe del cavallo, il gruppo mostra ancora un finissimo modellato e mantiene buona parte della sua forza espressiva nel naturalismo del lento e assorto incedere del cavaliere. L'identificazione del soggetto rimane aperta: è stato riconosciuto come un San Martino (ma manca del povero), come San Cassiano, ma le due figure potrebbero essere parte di un monumento equestre oppure potrebbe essere qualcosa di analogo a quelle figure di cavalieri scolpite sulle facciate delle chiese lungo i percorsi di pellegrinaggio tra Francia e Spagna, un simbolo dei pellegrinaggi medievali.